# چاندرا ناندینی
چاندرا ناندینی (انگلیسی: Chandra Nandini) سریال تلویزیونی درام تاریخی است که از روز ۱۰ اکتبر ۲۰۱۶ تا ۱۰ نوامبر ۲۰۱۷ از شبکه استار پلاس پخش شد. این سریال تحت نشان بالاجی تله‌فیلم توسط اکتا کاپور تولید شد و کارگردانی آن را رانجان کومار سینگ برعهده داشت. در این مجموعه راجات توکاس در نقش چاندراگوپتا مائوریا و شویتا باسو پراساد در نقش یک شاهدخت ناندنی نقش آفرینی می‌کنند، داستان فیلم برداشت آزادی بر اساس زندگی چاندراگوپتا مائوریا می‌باشد.